# فی کلرمن
فی کلرمن (انگلیسی: Faye Kellerman؛ زادهٔ ۳۱ ژوئیهٔ ۱۹۵۲) رمان‌نویس اهل ایالات متحده آمریکا است.